# Кортни, Джордж
Джордж Кортни MBE (англ. George Courtney; род. 4 июня 1941, Спеннимур, Дарем) — английский футбольный судья из Дарема. Был масоном. Также работал в качестве директора школы.

## Судейская карьера
Начал судить футбольные матчи школьных команд в Спенниморе в 1961 году. Позднее стал помощником судьи и судьёй Северной футбольной лиге. В 1971 году стал лайнсменом в Футбольной лиге. В 1974 году был включён в список судей Футбольной лиги в возрасте 33 лет.
В 1977 году получил лицензию судьи ФИФА. В 1979 году судил Суперкубок Англии, в котором встретились «Ливерпуль» и «Арсенал».
В мае 1980 года был судьёй финала Кубка Англии, в котором «Вест Хэм Юнайтед» обыграл «Арсенал».
В 1983 году Кортни был судьёй финала Кубка Футбольной лиги, в котором «Ливерпуль» в дополнительное время обыграл «Манчестер Юнайтед».
Был судьёй на чемпионате Европы 1984 года, обслуживал полуфинал между сборными Дании и Испании.
Работал на чемпионате мира 1986 года (обслуживал один матч группового этапа и матч за третье место), а затем на чемпионате мира 1990 года (обслуживал один матч группового этапа и матч 1/8 финала).
В мае 1989 года был судьёй финала Кубка обладателей кубков УЕФА, в котором «Барселона» обыграла «Сампдорию».
В 1991 году был исключён из списка судей ФИФА, на тот момент ему уже было 50 лет. Он продолжил обслуживал матчи в Англии в сезоне 1991/92, в том числе финал Кубка Футбольной лиги 1992 года, в котором «Манчестер Юнайтед» обыграл «Ноттингем Форест». Последней игрой, в которой он был судьёй, стал матч плей-офф за выход в только что образованную Премьер-лигу между «Блэкберн Роверс» и «Лестер Сити». По завершении сезона 1991/92 Кортни завершил карьеру судьи.
Позднее работал делегатом УЕФА, занимаясь ревизией стадионов и проблемами управления потока зрителей.
В 1991 году получил Орден Британской империи (MBE) за заслуги перед футболом.